# Regeringen Costa I
Regeringen Costa (portugisiska: XXI Governo Constitucional de Portugal) är en portugisisk socialistisk regering som tillträdde i november 2015.
Den leds av António Costa och är en minoritetsregering bestående av Socialistpartiet (PS), med parlamentariskt stöd av Kommunistpartiet (PCP), Gröna partiet (PEV) och Vänsterblocket (BE).
17 ministrar och 41 statssekreterare ingår i den regeringen.

## Ministrar
| Titel                 | Namn                        | Parti     |
| --------------------- | --------------------------- | --------- |
| Statsminister         | António Costa               | PS        |
| Utrikesminister       | Augusto Santos Silva        | PS        |
| Reformminister        | Maria Manuel Leitão Marques | PS        |
| Finansminister        | Mário Centeno               | Oberoende |
| Försvarsminister      | José Azeredo Lopes          | PS        |
| Inrikesminister       | Constança Urbano de Sousa   | PS        |
| Justitieminister      | Francisca Van-Dúnem         | Oberoende |
| Minister              | Eduardo Cabrita             | PS        |
| Miljöminister         | João Pedro Matos Fernandes  | PS        |
| Näringsminister       | Manuel Caldeira Cabral      | Oberoende |
| Jordbruksminister     | Luís Capoulas Santos        | PS        |
| Infrastrukturminister | Pedro Marques               | PS        |
| Utbildningsminister   | Tiago Brandão Rodrigues     | Oberoende |
| Högskoleminister      | Manuel Heitor               | PS        |
| Kulturminister        | João Soares                 | PS        |
| Havsminister          | Ana Paula Vitorino          | PS        |
| Vårdminister          | Adalberto Campos Fernandes  | Oberoende |

### Fotnoter
1. ↑  ”November 2015” (på engelska). Rulers. 1 november 2015. http://www.rulers.org/2015-11.html. Läst 26 november 2015.
2. ↑  http://www.publico.pt/politica/noticia/a-tomada-de-posse-do-xxi-governo-ao-minuto-1715666
3. ↑  ”Historisk vänstermajoritet tar över i Portugal”. GöteborgsPosten. Arkiverad från originalet den 25 november 2015. https://web.archive.org/web/20151125155345/http://www.gp.se/nyheter/varlden/1.2906834-historisk-vanstermajoritet-tar-over-i-portugal. Läst 27 november 2015.
4. ↑  ”Presidência da República” (på portugisiska). Diário da República. https://dre.pt/application/file/71124703. Läst 27 de novembro de 2015.
5. ↑  https://dre.pt/application/file/71124703